# 南磑镇
南磑镇是中华人民共和国山西省运城市芮城县下辖的一个镇。

## 行政区划
南磑镇下辖以下村级行政区划单位：
冯村、南磑村、山底村、高金村、东张村、石门村、南张村、大禹渡村和老庄村。